# Evert Skymne
Karl Evert Skymne (Ewert), född 7 april 1931 i Söderhamn, är en svensk tecknare och illustratör
Han är son till ingenjören Sven Evert Skymne och Ingrid Elisabet Hedberg. Skymne studerade vid Konstfackskolans linje för reklam och bokhantverk 1954–1958 och genom självstudier under resor till England och Schweiz. Efter sina studier har han huvudsakligen varit verksam som illustratör och reportagetecknare i Svenska Dagbladet och tidningen Vi. Som illustratör illustrerade han bland annat Gustaf Sandgens Jag längtar till Italien 1959, Kelvin Lindemanns Medan näktergalen sjunger samt Einar Malms Sprängda horisonter 1964.